# Dodecaceria fistulicola
Dodecaceria fistulicola är en ringmaskart som beskrevs av Ehlers 1901. Dodecaceria fistulicola ingår i släktet Dodecaceria och familjen Cirratulidae. Inga underarter finns listade i Catalogue of Life.